# Cellana talcosa
Cellana talcosa is een slakkensoort uit de familie van de Nacellidae. De wetenschappelijke naam van de soort is voor het eerst geldig gepubliceerd in 1846 door Gould.